# ميلاني أوبنهايمر
ميلاني أوبنهايمر (بالإنجليزية: Melanie Oppenheimer)‏ هي أستاذة جامعية ومؤرخة وممثلة أسترالية، ولدت في 9 نوفمبر 1957 في سيدني في أستراليا.

## وصلات خارجية
- ميلاني أوبنهايمر على موقع IMDb (الإنجليزية)
- ميلاني أوبنهايمر على موقع قاعدة بيانات الفيلم (الإنجليزية)